# Izamal

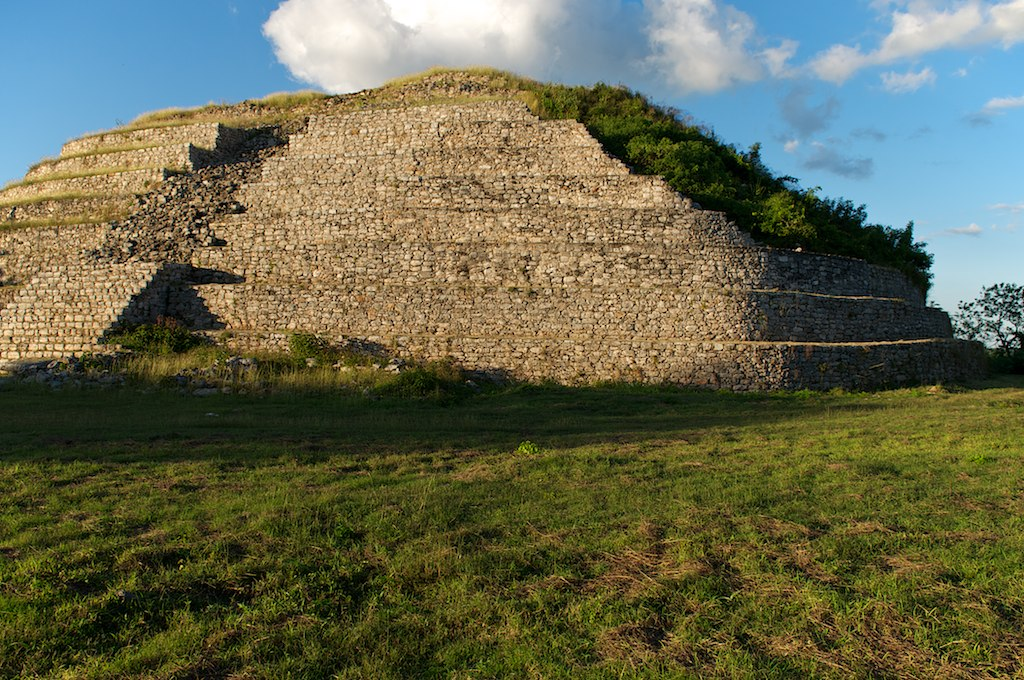
Wielka piramida w Izamal

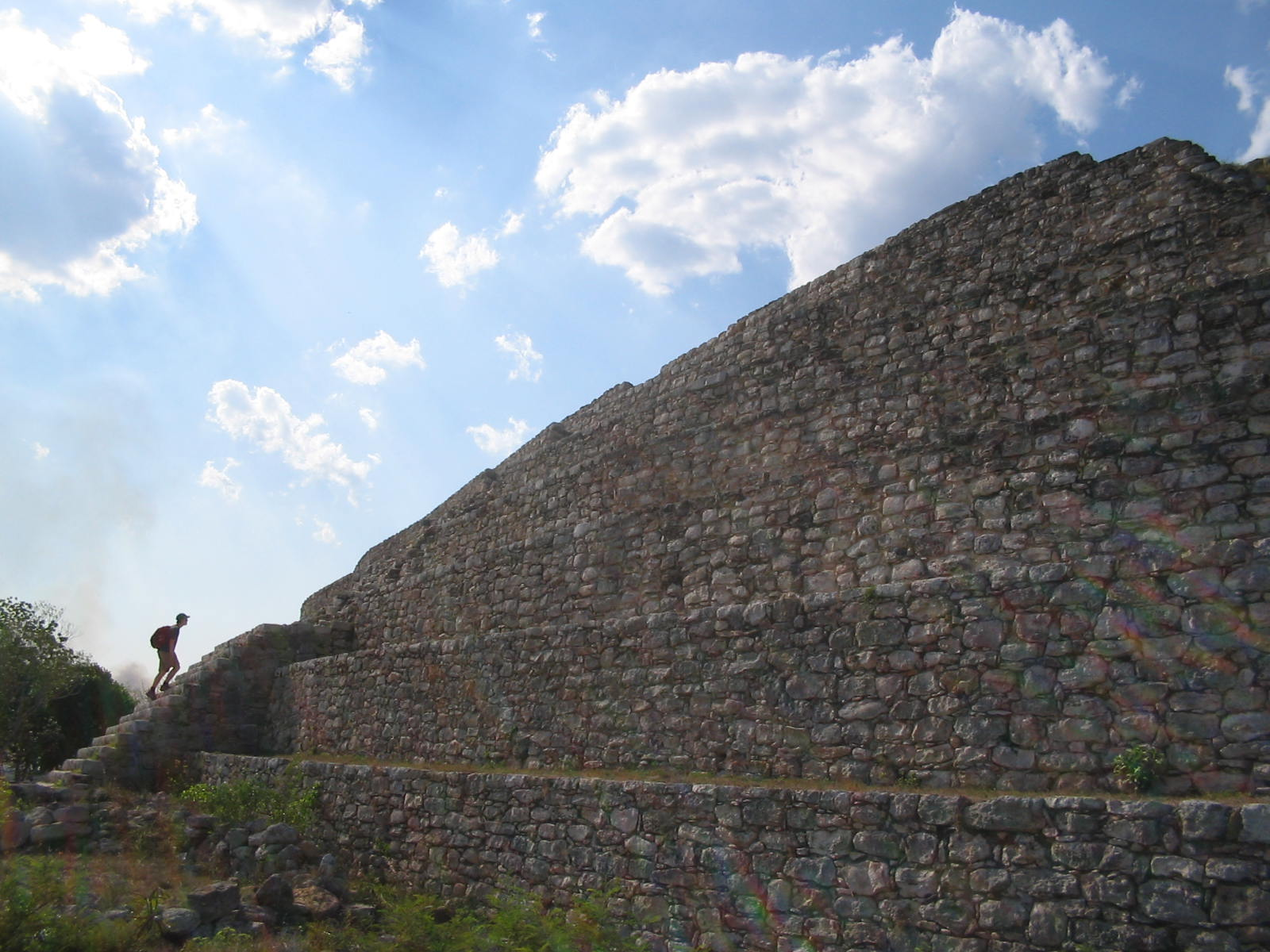
Wielka piramida w Izamal

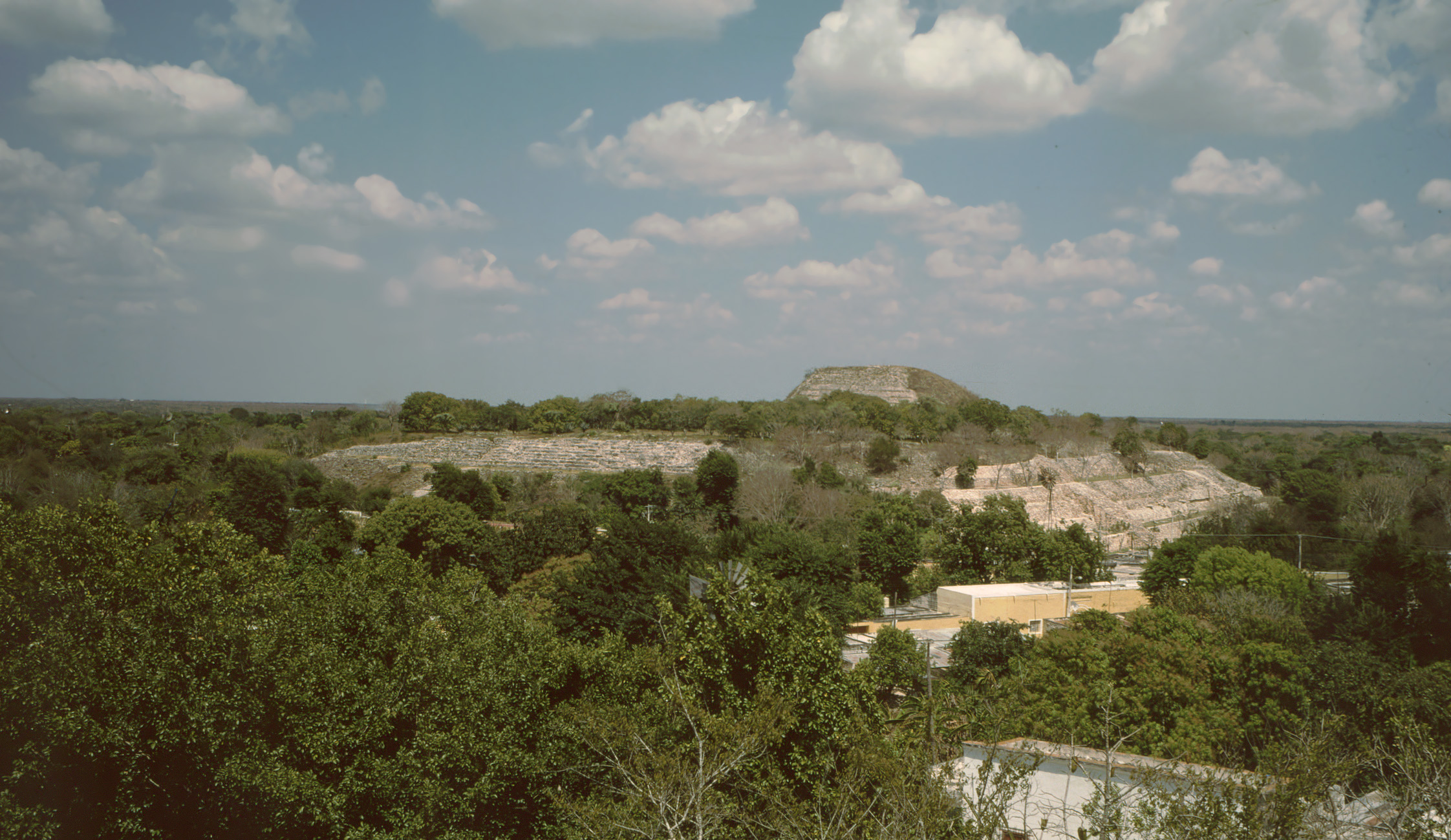
Piramida Kinich Kak Moo od południa

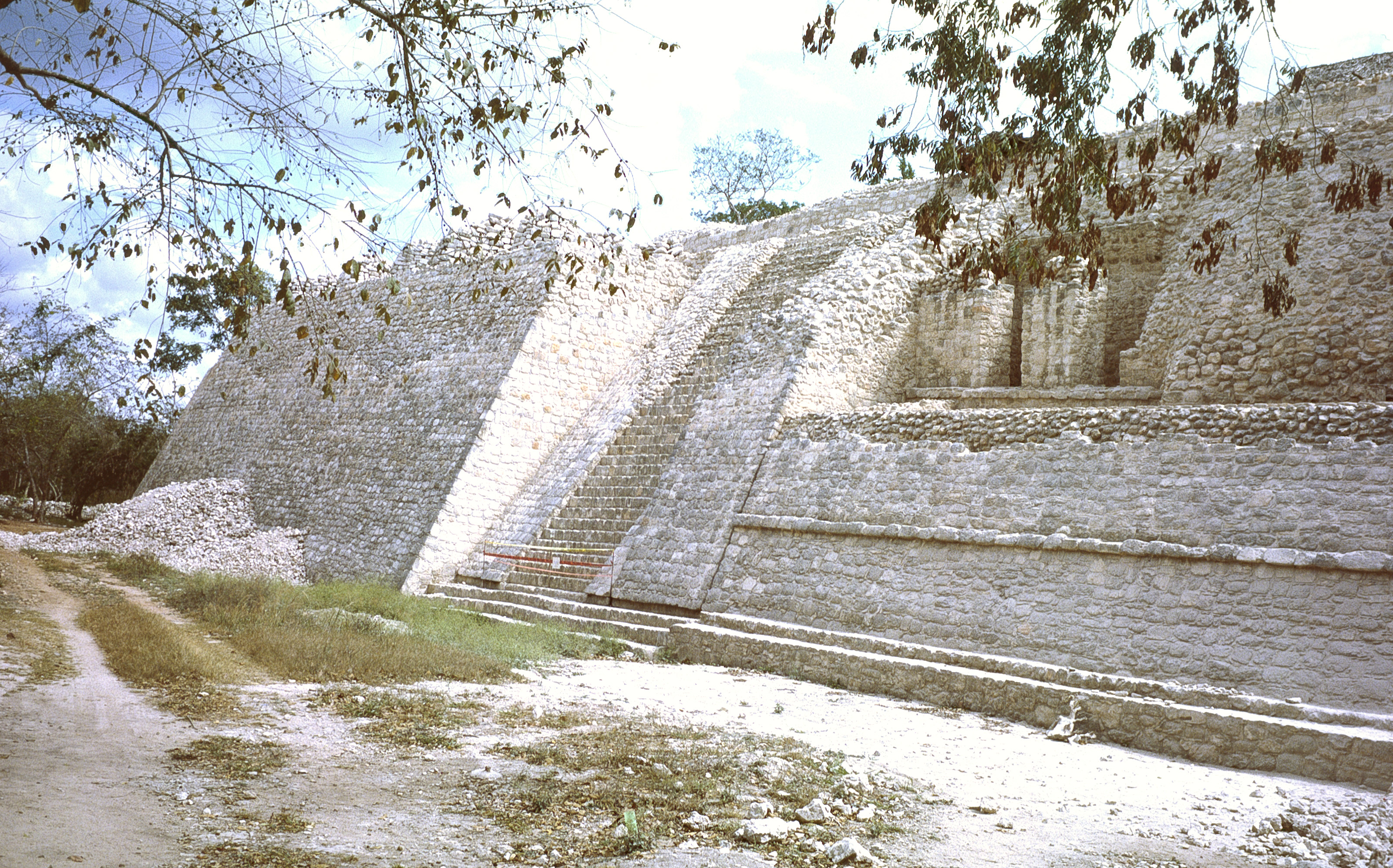
Fragment piramidy Kinich Kak Moo

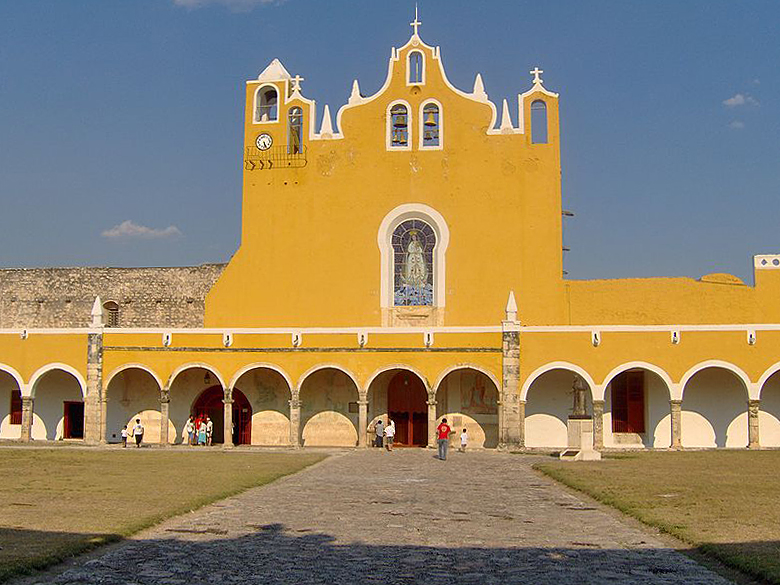
Klasztor w Izamal

Izamalⓘ (z języka Majów Itzmal: „rosa z nieba”) – miasto położone w meksykańskiej części półwyspu Jukatan na terenie stanu Jukatan. W okresie prekolumbijskim miasto było jednym z ważnych ośrodków kultury Majów. Rozmiary budowli i rozbudowana sieć dróg sacbé świadczą o potędze politycznej i religijnej miasta. Pod koniec epoki postklasycznej (XV w.) miasto zostało opuszczone, tak że w momencie przybycia Hiszpanów było praktycznie niezamieszkane. W XVI w. Hiszpanie zbudowali na szczycie piramidy kościół i klasztor franciszkanów Convento de San Antonio de Padua. W 1993 roku klasztor odwiedził Jan Paweł II. Miasto jest siedzibą władz gminy Izmal.

## Współpraca
- Acámbaro, Meksyk